# Lungara-hegység
A Lungara-hegység (albán Maja e Lungarës) közép- és magashegységi lánc Albánia délnyugati részén, az Akrokerauni-hegyvidék északkeleti, mintegy 30 kilométer hosszan húzódó lánca, amelyet nyugatról a Vlorai-öböl és a Dukati-sík, keletről pedig a Shushica folyó völgye határol. Legmagasabb csúcsa a 2018 méteres Qorre-hegy (Maja e Qorres). A hozzávetőlegesen észak–déli csapásirányú hegység déli pontján, a Llogara-hágónál találkozik az Akrokerauni-hegyvidék másik két tagjával: a Rrëza e Kanalittal és a Çika-hegységgel. A hegység ugyanezen déli része, beleértve a Qorre-hegyet, a Llogarai Nemzeti Park területéhez tartozik. Tektonikai szempontból a Jón-öv része, uralkodó kőzete a karbon mészkő, kréta kori dolomit és homokkő, a völgyekben és az alacsonyabb dombokon flis-, homok- és agyagösszletek váltakoznak. A hegység alacsonyabban fekvő részei szórványosan betelepültek, jelentősebb települései Kanina, Lapardhaja és Tërbaç, a nyugati hegyláb közelében található Vlora és Orikum városa. Jelentősebb kulturális értékei közé tartozik a kaninai vár.
| A Lungara-hegység főbb csúcsai                                                                                                   | A Lungara-hegység főbb csúcsai | A Lungara-hegység főbb csúcsai | A Lungara-hegység főbb csúcsai                         |
| Hegy (magyarul) | Hegy (albánul)                 | Magasság (m)                   | Koordináta                                             |
| --- | ------------------------------ | ------------------------------ | ------------------------------------------------------ |
| Qorre-hegy | Maja e Qorres                  | 2018                           | é. sz. 40,2158°, k. h. 19,6056°40.215800°N 19.605600°E |
| Qiramanga-hegy | Maja e Qiramangës              | 1863                           | é. sz. 40,2743°, k. h. 19,6192°40.274300°N 19.619200°E |
| Brataji-hegy | Maja e Bratajt                 | 1829                           | é. sz. 40,2675°, k. h. 19,6296°40.267500°N 19.629600°E |
| Stogoj-hegy | Maja e Stogojt                 | 1825                           | é. sz. 40,2705°, k. h. 19,6179°40.270500°N 19.617900°E |
| Paliska-hegy | Maja e Paliskës                | 1700                           | é. sz. 40,2423°, k. h. 19,5979°40.242300°N 19.597900°E |
| Matos-hegy | Maja Matos                     | 1537                           | é. sz. 40,2800°, k. h. 19,5989°40.280000°N 19.598900°E |
| Sqillovik-hegy | Maja e Sqillovikut             | 1485                           | é. sz. 40,2827°, k. h. 19,5790°40.282700°N 19.579000°E |
| Mëlleza-hegy | Maja e Mëllezës                | 1281                           | é. sz. 40,2998°, k. h. 19,5610°40.299800°N 19.561000°E |
| Kelkaza-hegy | Maja e Kelkazës                | 0981                           | é. sz. 40,3129°, k. h. 19,5957°40.312900°N 19.595700°E |
| Forrás: Soviet military 1:50,000 scale topographic maps. Москва: Военно-топографическое управление Генерального щаба. 1977–1983. |                                |                                |                                                        |